# Bohemian Rhapsody: The Original Soundtrack
Bohemian Rhapsody: The Original Soundtrack – album zespołu Queen ze ścieżką dźwiękową do biograficznego filmu „Bohemian Rhapsody” z 2018 roku. Został wydany 19 października 2018 roku w wersji CD i na kasety.

## Opis
Na albumie zespół umieścił kilka nagrań zespołu, 11 nieopublikowanych dotychczas utworów, a w nich m.in. pięć utworów z 21-minutowego zapisu audio z występu na Live Aid (1985) w Londynie. Queen nigdy wcześniej nie opublikował oficjalnego nagrania z tego koncertu. Soundtrack został wydany przez wytwórnię Hollywood Records w Stanach Zjednoczonych i Kanadzie, i przez Virgin EMI Records, która wydała album globalnie. Następnie 8 lutego 2019 roku w Abbey Road Studios została wydana wersja na płycie winylowej. 13 kwietnia 2019 roku zespół wydał singiel do albumu, na którym znajdowały się utwory „Bohemian Rhapsody” i „I'm in Love with My Car”.

## Osiągnięcia
Na całym świecie ścieżka dźwiękowa utrzymywała się w pierwszej dziesiątce na dwudziestu pięciu listach albumów w sezonie 2018/2019 (łącznie 45 tygodni w pierwszej dziesiątce w Wielkiej Brytanii), stając się jednym z najlepiej sprzedających się albumów Queen od prawie 40 lat. Stał się drugim albumem numer jeden w Australii po wydanym w 1975 roku „A Night at the Opera”. Początkowo zadebiutował pod numerem 22 na amerykańskim Billboard 200. Służy jako siedemnasty album Queen na listach w Stanach Zjednoczonych. W drugim tygodniu ścieżka dźwiękowa wspięła się na trzecie miejsce zarówno na liście Billboard 200, jak i na oficjalnej brytyjskiej liście przebojów. Ścieżka dźwiękowa uzyskała platynowy certyfikat w kilku krajach, w tym w Wielkiej Brytanii, Australii i Japonii, a także w Polsce (dwukrotnie).
W listopadzie 2019 roku album otrzymał nagrodę „American Music Award” w kategorii „Favourite Soundtrack”.

## Lista utworów
| Nr  | Tytuł                                                                                          | Autor tekstu           | Długość |
| 1.  | „20th Century Fox Fanfare” (aranżacja Brian May)                                               | Alfred Newman          | 0:25    |
| 2.  | „Somebody to Love” (z albumu A Day at the Races)                                               | Freddie Mercury        | 4:56    |
| 3.  | „Doing All Right (Revisited)” (występ Smile); z albumu Queen)                                  | Brian May Tim Staffell | 3:17    |
| 4.  | „Keep Yourself Alive” (Live at the Rainbow Theatre, Londyn 1974); (z albumu Queen)             | Brian May              | 3:56    |
| 5.  | „Killer Queen” (z albumu Sheer Heart Attack)                                                   | Freddie Mercury        | 2:59    |
| 6.  | „Fat Bottomed Girls” (Live in Paris, 1979); (z albumu Jazz)                                    | Brian May              | 4:38    |
| 7.  | „Bohemian Rhapsody” (z albumu A Night at the Opera)                                            | Freddie Mercury        | 5:55    |
| 8.  | „Now I'm Here” (Live at Hammersmith Odeon, Londyn 1975); (z albumu Sheer Heart Attack)         | Brian May              | 4:26    |
| 9.  | „Crazy Little Thing Called Love” (z albumu The Game)                                           | Freddie Mercury        | 2:43    |
| 10. | „Love of My Life” (Live at Rock in Rio Festival, 1985); (z albumu A Night at the Opera)        | Freddie Mercury        | 4:29    |
| 11. | „We Will Rock You” (Movie Mix); (z albumu News of the World)                                   | Brian May              | 2:09    |
| 12. | "Another One Bites the Dust" (z albumu The Game)                                               | John Deacon            | 3:35    |
| 13. | "I Want to Break Free" (Single Mix); (z albumu The Works)                                      | John Deacon            | 3:43    |
| 14. | "Under Pressure" (z albumu Hot Space)                                                          | Queen David Bowie      | 4:04    |
| 15. | "Who Wants to Live Forever" (z albumu A Kind of Magic)                                         | Brian May              | 5:15    |
| 16. | "Bohemian Rhapsody" (Live Aid, Wembley Stadium, Londyn, 1985); (z albumu A Night at the Opera) | Freddie Mercury        | 2:28    |
| 17. | "Radio Ga Ga" (Live Aid, Wembley Stadium, Londyn, 1985); (z albumu The Works)                  | Roger Taylor           | 4:06    |
| 18. | "Ay-Oh" (Live Aid, Wembley Stadium, Londyn, 1985)                                              | Freddie Mercury        | 0:41    |
| 19. | "Hammer to Fall" (Live Aid, Wembley Stadium, Londyn, 1985); (z albumu The Works)               | Brian May              | 4:04    |
| 20. | "We Are the Champions" (Live Aid, Wembley Stadium, Londyn, 1985); (z albumu News of the World) | Freddie Mercury        | 3:57    |
| 21. | "Don't Stop Me Now (Revisited)" (z albumu Jazz)                                                | Freddie Mercury        | 3:38    |
| 22. | "The Show Must Go On" (z albumu Innuendo)                                                      | Queen                  | 4:32    |
|     | Całkowita długość:                                                                             |                        | 77:44   |